# Carlos Romero de Lecea

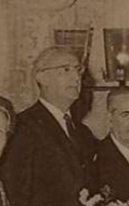
Foto de Carlos Romero. Música en Compostela

Carlos Romero de Lecea (Madrid, 22 de diciembre de 1910-La Rioja, 30 de marzo de 1999) fue un mecenas, bibliófilo y musicólogo español. Dejó un legado de veintisiete obras en treinta volúmenes, algunas de ellas firmadas por encuadernadores nacionales y extranjeros de reconocido prestigio. En su afán por promover la cultura, recorrió el continente americano de punta a punta, donde trabó amistad con parte de los personajes más representativos y capaces de colaborar en sus desempeños, al tiempo que mantuvo también una relación preferente con los exiliados españoles.
Durante su vida, mostró cierto interés por el arte de la encuadernación, tanto como estudioso como coleccionista, lo que le llevó a reunir una importante colección de encuadernaciones del siglo XX, que ha sido custodiada y difundida por la Fundación Lázaro Galdiano, la cual muestra su pasión por este arte. Entre sus trabajos, se encuentra la revisión y ampliación del libro Sinodal de Aguilafuente, el cual ostenta la primacía cronológica de la impresión de libros en España.

## Biografía
Hijo del archivero de la Armada y Gerente de la Compañía Trasatlántica Manuel Romero Yagüe y de Manuela de Lecea y Ceballos-Escalera y, nieto materno del abogado segoviano Carlos de Lecea, cursó sus estudios de Derecho en la Universidad Central de Madrid para ingresar pocos años antes de la guerra civil española en el Cuerpo Jurídico de la Armada.
El comienzo de la Guerra Civil española lo sorprendió en San Fernando, asegurando la adhesión de ese enclave estratégico al bando nacional. Contrajo matrimonio en 1938 con Pilar Moreno Uribe, hija del IV conde de Fontao. En los años 1940 ingresó por oposición en el cuerpo de Agentes de Cambio y Bolsa desempeñando su labor en algunas de las más importantes operaciones financieras que se realizaron en España a lo largo de los años 1950 y 1960. Actuó en tal condición como agente fedatario de la Caja Madrid en cantidad de pequeñas operaciones personalizando y dignificando a los tomadores de créditos, consiguiendo el cambio del instrumento de garantía de la letra por el de la póliza, más personal. Participó también en operaciones para la Sociedad Española de Construcción Naval, en Urbis, Vallehermoso y en las empresas industriales del Banco Urquijo.
Como católico profundamente prácticamente acompañó al cardenal Benjamín de Arriba y Castro al Cónclave que elegiría en 1958 al papa Juan XXIII - último cónclave en el que fueron admitidos seglares - y que, por tal motivo, le designó como camarero de honor de capa y espada del papa.
En su labor de mecenazgo fue uno de los más importantes descubridores de viejos escritos musicales promoviendo la creación de la editorial Joyas Bibliográficas en la que colaboraron nombres como Ramón Menéndez Pidal, Azorín, Pedro Laín Entralgo y Julián Marías. Igualmente, en su casa de verano segoviana de Otero de Herreros se reunieron durante años relevantes figuras de las artes, las letras y la política. 
Ingresó en la Real Academia de Bellas Artes de San Fernando en 1977 como académico de número con el discurso Trompetas y Cítaras en el Códice del Beato de Liébana. En el marco de la Academia, impulsó la coordinación con otras instituciones semejantes a nivel europeo siendo el artífice de la creación del Consejo Europeo de Academias Nacionales de Bellas Artes. Por tal labor, fue elegido miembro correspondiente del Instituto de Francia.
Asimismo fue impulsor de los cursos anuales de Música en Compostela. 
Fue miembro de número de la Real Academia de Historia y Arte de San Quirce de Segovia y de la Academia de San Dámaso. Fue enterrado en el cementerio madrileño de San Justo.

## Descendencia
De su matrimonio con Pilar Moreno Uribe, nacieron:
- Fuencisla Romero Moreno, nacida en 1938 y fallecida en 2001, casada con Manuel Grande y Prieto.
- José Manuel Romero Moreno, VIII conde de Fontao y X marqués de San Saturnino, nacido en 1940, casado y separado de Ana María Duplá del Moral.
- Milagro Romero Moreno, nacida en 1942 y fallecida en 2018, casada y anulada de Fernando Sainz Moreno, hijo del hacendista Fernando Sainz de Bujanda.
- Rosario Romero Moreno, nacida en 1945, casada con Antonio Morganti Baggio.
- Carlos Romero Moreno, nacido en 1946, casado y separado de Beatriz González Romero.